# Zune (программное обеспечение)
Программное обеспечение Zune — программа для управления аппаратами на Windows Phone, также она является полноценным медиапроигрывателем с библиотекой, также является интерфейсом для доступа к Zune Marketplace.

## Содержание
Zune marketplace представляет собой интернет-магазин, который предлагает музыку, подкасты, ТВ-шоу, фильмы, музыкальные видео и мобильные приложения. Содержимое можно просматривать на компьютерах с Windows, на которых установлено программное обеспечение Zune, устройствах Zune, Xbox 360, телефонах на Windows Phone.
Программное обеспечение Zune работает только на Windows XP SP3 (32-разрядной) или Windows Vista/Windows 7. Windows XP Professional x64 Edition не поддерживается.

## Zune Marketplace
Музыка.
Первоначально предлагая 2 миллиона песен, Zune Marketplace вырос до 14 миллионов песен, все из которых теперь доступны в формате MP3 до 320 кбит/с и являются бесплатными без DRM-защиты. Музыка в Zune Marketplace предлагается как известными музыкальными лейблами (EMI, Warner Music Group и Sony BMG Universal Music Group), так и небольшими лейблами.
Главная страница Zune Marketplace показывает рекомендуемую музыку как выбранную Microsoft, так и наиболее популярные композиции.
Видео.
Zune Marketplace предлагает телевизионные шоу от следующих компаний: A&E, Anime, Bravo, Cartoon, Network, CBS, Discovery Commenications, E!, Fox, G4, GamerTV, History Channel, Marvel, MLB, NBC, Paley Center, PBS, Spike, Starz, SyFy, TNA, USA Network, и Viacom.
Фильмы от Paramount, Universal, Warner Brothers, 20th Century Fox и других студий предлагаются для покупки или аренды на ограниченный срок.